# Накамура Кацумі
Накамура Кацумі (21 лютого 1994) — японський плавець.
Учасник Олімпійських Ігор 2016 року.
Призер Чемпіонату світу з плавання на короткій воді 2018 року.
Призер Пантихоокеанського чемпіонату з плавання 2018 року.
Переможець Азійських ігор 2018 року, призер 2014 року.